# Başmakçı
Başmakçı ist eine Stadt und ein Landkreis der türkischen Provinz Afyonkarahisar. Die Stadt liegt etwa 110 Kilometer südwestlich der Provinzhauptstadt Afyonkarahisar. Sie beherbergt knapp 53 Prozent der Landkreisbevölkerung.
Der Landkreis liegt im Südwesten der Provinz. Er grenzt im Westen an Dazkırı, im Norden an Evciler und Dinar und im Süden an die Provinzen Isparta, Burdur und Denizli. Westlich der Kreisstadt liegt ein Teil des Sees Acıgöl, im Südosten des Kreises ein Ausläufer des bis zu 1831 m hohen Gebirges Söğüt Dağı. Der Kreis besteht aus der Kreisstadt sowie 14 Dörfern (Köy). Die Hälfte der Dörfer hat mehr Einwohner als der Durchschnitt (310). Das größte Dorf ist mit 609 Einwohnern Çığrı. Die Bevölkerungsdichte (25,5 Einwohner je km²) erreicht nicht die Hälfte des Provinzwertes (53,5 Einwohner je km²).